# Што се тиче Јевреја
Што се тиче Јевреја је кратки есеј Марка Твена из 1899. године. Твен је живео у Аустрији током 1896. године и сматрао је да је Хабзбуршко царство користило Јевреје као жртвено јагње да би одржало јединство у свом изузетно разноликом царству.

## Позадина
Године 1898. објавио је чланак „Узбуђујућа времена у Аустрији”. Твенов извештај је произвео неколико писама, а посебно један потресан одговор од једног Јевреја и америчког адвоката  који је Твена питао: „Реци ми, дакле, са своје тачке гледишта, шта је у твом уму узрок. Могу ли амерички Јевреји било шта да ураде да исправе то у Америци или у иностранству? Хоће ли томе икада доћи крај? Да ли ће Јевреју бити дозвољено да живи поштено, пристојно и мирно као остало човечанство? Шта је постало са златним правилом? Као одговор, Твен је написао „Што се тиче Јевреја“, који је Харпер такође објавио 1899.

## Пријем
Израелски научник Бенет Кравиц наводи да би се Јевреји једнако лако могли мрзети из разлога због којих им се Твен диви. У ствари, Твенов есеј су цитирали нацистички симпатизери 1930-их. Кравиц закључује: „Погрешна логика "Што се тиче Јевреја" и сав филосемитизам води ка антисемитским веровањима која потоњи настоји да смање.